# Juan Carlos Touriño
Juan Carlos Touriño (Buenos Aires, 1944. július 14. – Buenos Aires, 2017. március 7.) spanyol válogatott argentin labdarúgó, hátvéd, edző.

## Pályafutása

### Klubcsapatban
Touriño 1944. július 14-én született Buenos Airesben spanyol szülők gyermekeként, akik polgárháború elől menekültek Dél-Amerikába. Játszott a River Plate, az Arsenal de Sarandí és a Quilmes korosztályos csapataiban. Utóbbi csapatban 1966-ban mutatkozott be a felnőttek között. 1970-ben szerződött Spanyolországba a Real Madridhoz, ahol három bajnoki címet és két spanyol kupagyőzelmet ért el az együttessel. 1977-ben a kolumbiai Independientében szerepelt, majd visszatért Argentínába. 1977-ben újra a Quilmes, majd 1978-ban a Gimnasia y Esgrima de La Plata labdarúgója volt. Szerepelt ezután még a San Lorenzo (MdP) és a Chacarita Juniors csapatában is, mielőtt visszavonult.

### A válogatottban
1972. január 12-én egy alkalommal szerepelt a spanyol válogatottban Magyarország ellen. A madridi barátságos mérkőzésen 1–0-s spanyol győzelem született.

### Edzőként
Az 1983–84-es idényben a spanyol Palencia CF, majd a következő idényben a Recreativo de Huelva vezetőedzője volt.

## Sikerei, díjai
Real Madrid
- Spanyol bajnokság
  - bajnok (3): 1971–72, 1974–75, 1975–76
- Spanyol kupa (Copa del Rey)
  - győztes: 1974, 1975
- Kupagyőztesek Európa-kupája (KEK)
  - döntős: 1970–71

## Statisztika

### Mérkőzése a spanyol válogatottban
| Spanyolország | Spanyolország    | Spanyolország                     | Spanyolország | Spanyolország | Spanyolország | Spanyolország | Spanyolország | Spanyolország |
| #             | Dátum            | Helyszín                          | Hazai         | Eredmény      | Vendég        | Kiírás        | Gólok         | Esemény       |
| ------------- | ---------------- | --------------------------------- | ------------- | ------------- | ------------- | ------------- | ------------- | ------------- |
| 1.            | 1972. január 12. | Madrid, Santiago Bernabéu stadion | Spanyolország | 1 – 0         | Magyarország  | barátságos    | -             |               |
|               | Összesen         |                                   |               | 1             | mérkőzés      |               | 0             | gól           |